# Torbjörn Kornbakk
Torbjörn Jarle Kornbakk, född 28 maj 1965 i Lundby, är en svensk före detta brottare, som deltog i olympiska sommarspelen 1992 och 1996. Han blev bronsmedaljör i grekisk-romersk stil, weltervikt, vid olympiska sommarspelen 1992.
Torbjörn Kornbakk är bror till Marthin Kornbakk, även han elitbrottare.